# Make
A make egy programfordításra kifejlesztett segédprogram: a forrásprogramokból előállítja a végrehajtható programo(ka)t. Csak a szükséges műveleteket végzi el: azokat a forrásprogramokat fordítja le, melyeket még nem fordított le, vagy melyek az utolsó fordítás óta változtak.
A make nemcsak programfordításra használható, hanem minden olyan feladatra, ahol fájlokból más fájlokat kell előállítani. Unix operációs rendszerre fejlesztették ki, de azóta más rendszerekben is megtalálható.
A make a fájlok dátumából állapítja meg, hogy szükséges-e a fordítás. Tartalmaz beépített szabályokat az ismert programnyelvek számára, de saját szabályok is megadhatók, ill. a beépítettek helyettesíthetők saját szabályokkal.
A make programot rendszerint paraméter nélkül hívjuk. A fordításhoz szükséges tennivalók az aktuális könyvtárban, a Makefile nevű fájlban vannak.

## Formai szabályok
Makefile-ban
- a #-sel kezdődő sorok megjegyzések
- a sor végi \ folytatósort jelöl
- a szabály utasításainak első karaktere kötelezően tabulátor. Nem helyettesíthető egy vagy több helyközzel.
- a $ lefoglalt karakter a make változói számára. Ha a $ nem a make-nek szól (hanem pl. a shellnek), meg kell kettőzni: $$.

## Amakeműködése
Példa Makefile-ra:
```
proba	
:
 
proba
.
c

	
gcc
 
-o
 
proba
 
proba.c

```

A fenti példa egyetlen szabályt tartalmaz. A szabály első sorában a kettősponttól balra álló szó a cél, a jobbra álló az előfeltétel. Több cél és több előfeltétel adható meg helyközzel elválasztva. A szabály következő sora(i) a célt előállító utasítás(ok). Fontos, hogy az utasítások tabulátorral (és nem helyközökkel) kezdődnek: a make innen tudja, mely sorok tartoznak a szabályhoz.
Az utasítások elmaradhatnak, ha van olyan implicit szabály, mely a célt elő tudja állítani (pl. a kiterjesztése alapján). Az előfeltételek is elmaradhatnak: ilyenkor az utasítások mindenképpen végrehajtódnak.
A make hívósorában cél(ok) adható(k) meg paraméterként. Ha nincs paraméter, az első szabály hajtódik végre, ami tipikus esetben az összes célt előállítja.
A célok fájlok (hacsak mást nem adunk meg: lásd a .PHONY utasítást). Az előfeltételek más szabályok célfájljai, ill. ha nem létezik ilyen szabály, akkor normál fájlok.
Az előfeltétel ellenőrzéséhez a make végrehajtja az előfeltétel-fájlt létrehozó szabályt (hogy ellenőrizze, nem kell-e újra létrehozni), ill. ha nincs ilyen szabály, de normál fájl igen, akkor összehasonlítja a célfájl és az előfeltétel-fájl dátumát. Ha a cél régebbi, mint a fájl, akkor a célt újra létre kell hozni, azaz végre kell hajtani az utasításait, ellenkező esetben nincs tennivaló: a cél az adott előfeltétel szempontjából naprakész. Ha sem szabálya, sem normál fájlja nincs az előfeltételnek, akkor a szabály befejeződik, és hibával visszatér az őt hívó szabályhoz.
A make a fenti módon egymás után ellenőrzi a szabály összes előfeltételét.
Egy szabálynak háromféle végeredménye lehet:
- a szabály sikeresen végrehajtódott: a szabály utasításait végre kellett hajtani, mert valamelyik előfeltétele nem volt naprakész, és a végrehajtás sikeres volt
- a szabály utasításait nem kellett végrehajtani, mert a cél naprakész valamennyi előfeltétel szempontjából
- a szabály végrehajtása sikertelen, ha legalább egy előfeltétele vagy utasítása sikertelen.

### Utasítások
Fontos, hogy a make a szabály utasításait soronként külön-külön shellben hajtja végre. Pl. a külön sorba írt cd könyvtár utasítás hatástalan, mivel a shellből való kilépés után megszűnik a hatása, így a következő sorban levő make-utasítást sem befolyásolja. Pontosvesszővel elválasztva viszont lehet több utasítást adni ugyanannak a shellnek.
A make minden utasítássor után ellenőrzi a shelltől visszakapott értéket, és ha az nem 0, vagyis a sor végrehajtása sikertelen, félbeszakítja az utasítások végrehajtását, és hibával visszatér a hívó szabályhoz, ami ugyancsak hibával visszatér az őt hívóhoz, stb., végül a make is hibával tér vissza a shellbe.

## Változók
A make-ben háromféle típusú változó van:
- implicit változó: a make beépített változói. Pl. a CC nevű változó tartalmazza az adott rendszerben a C-fordító nevét.[2]
- automatikus változó:[3] a szabály végrehajtásakor jön létre. A két legfontosabb automatikus változó:
  - $@ a cél neve
  - $^ az előfeltételek helyközzel elválasztott listája.
- a Makefile-ban a programozó által definiált saját változó.

A változó értékére a $(változónév) kifejezéssel lehet hivatkozni (az automatikus változók kivételével, ahol nem kell zárójel).
Saját változó a változónév = érték alakban definiálható. Az érték bármilyen szöveg lehet.
Az implicit és automatikus változó az utasításokban használható, a saját változó bárhol a szabályban.
 Példa:
```
MIND
 
=
 
proba
 
proba.gz

all	
:
 
$(
MIND
)

proba	
:
 
proba
.
c
 
proba
1.
c

	
$(
CC
)
 
-o
 
$@
 
$^

proba.gz 
:
 
proba
.1

	
gzip
 
-c
 
<$^
 
>
$@

```

A MIND saját változó, mely a célok nevét (a végrehajtható programét és a tömörített manuálét) tartalmazza helyközzel elválasztva.
Az all a Makefile első szabálya, ez hajtódik végre, ha paraméter nélkül hívjuk a make parancsot. Miután utasítása nincs, csak az előfeltételeket ellenőrzi, de ezzel le is fordítja a programot ill. újratömöríti a manuált, ha valamelyik megváltozott. Az automatikus változók lehetővé teszik, hogy minden fájlnevet csak egyszer kelljen leírni, a CC implicit változó pedig azt, hogy Makefile-lal ne csak linuxban lehessen a programot lefordítani.

## Implicit szabályok
A fenti példában mindkét C-program lefordul, ha bármelyik forrásfájl megváltozik. Ez nem előnyös, különösen sok forrásprogramból álló programok esetén. Az alábbi Makefile-részlet megoldja a problémát:
```
...

proba	
:
 
proba
.
o
 
proba
1.
o

	
$(
CC
)
 
-o
 
$@
 
$^

proba.o 
:
 
proba
.
c

	
$(
CC
)
 
-c
 
$^

proba1.o 
:
 
proba
1.
c

	
$(
CC
)
 
-c
 
$^

...

```

Ebben az a kényelmetlen, hogy kétszer kell felsorolni a forrásfájlokat, és kétszer kell leírni a .c → .o fordítás utasítását is. Ezt lehet elkerülni implicit szabállyal:
```
...

.c.o
:

	
$(
CC
)
 
-Wall
 
-c
 
$^

...

```

A fenti implicit szabály azt adja meg, hogyan kell .c kiterjesztésű fájlból .o-t előállítani. Ez helyettesíti a két .o kiterjesztésű cél szabályát. Amikor a proba cél előfeltételeiben a make találkozik proba.o-val, és nem talál ezt előállító szabályt, megpróbál olyan implicit szabályt keresni, mely előállít ilyen kiterjesztésű fájlt.
Háromféle implicit szabály létezik:
- mintaillesztéses[5]
- kiterjesztéses, más néven hagyományos (fenti példa)
- beépített.

A mintaillesztéses implicit szabály a hagyományos kiterjesztése.
A make-nek vannak beépített implicit szabályai, pl. a .c → .o átalakításra is. Ezek törölhetők, de a törlés hátránya, hogy a Makefile nem lesz hordozható különböző operációs rendszerek között.
```
.SUFFIXES
:

.SUFFIXES
:
 
.
c
 .
o
 .1 .
gz

```

Az első sor törli az összes beépített szabályt, de a törléssel a beépített kiterjesztések táblázata is törlődik. A második sor pótolja azt a négy kiterjesztést, melyre a példában szükség van.

## Hamis célok
A fenti példában az all célú szabállyal probléma lehet, ha az aktuális könyvtárban véletlenül létezik all nevű fájl. Miután nem ritka az ehhez hasonló cél, a probléma elkerülésére külön utasítás szolgál:
```
.PHONY
:
 
all

```

A .PHONY után írt szavakat céloknak tekinti a make, és előfeltétel ellenőrzésekor végrehajtja a szabályaikat, de nem ellenőrzi, léteznek-e ilyen nevű fájlok.

## PéldaMakefile-ra
```
.SUFFIXES
:

.SUFFIXES
:
 
.
c
 .
o
 .1 .
gz

.PHONY
:
 
all
 
clean

 

.c.o
:

	
$(
CC
)
 
-c
 
-Wall
 
$^

 

.1.gz
:

	
gzip
 
-c
 
<$^
 
>
$@

 

MIND
 
=
 
proba
 
proba.gz

 

all	
:
 
$(
MIND
)

 

proba	
:
 
proba
.
o
 
proba
1.
o

	
$(
CC
)
 
-o
 
$@
 
$^

 

clean
:

	
rm
 
-f
 
$(
MIND
)
 
*.o

```

A -Wall a C-fordító kapcsolója: bekapcsolja az összes figyelmeztetést.
Az rm parancsban fontos a -f: az rm – következésképp a make is – hibát jelez, ha nem létezik valamelyik törlendő fájl. A hibajelzést szünteti meg a kapcsoló.